# Modrejce
Modrejce – wieś w Słowenii, w gminie Tolmin. W 2018 roku liczyła 108 mieszkańców.